# Eremippus mongolicus
Eremippus mongolicus är en insektsart som beskrevs av Willy Adolf Theodor Ramme 1951. Eremippus mongolicus ingår i släktet Eremippus och familjen gräshoppor. Inga underarter finns listade i Catalogue of Life.